# Gigglesnort Hotel
Gigglesnort Hotel var ett barnprogram som sändes på amerikansk TV 1975-1978 (i 78 avsnitt). Förutom i USA har programmet sänts i flera andra länder, bland annat i Sydamerika.. Programmet var lokalproducerat (i Chicago) och när det gick i graven så markerade det också slutet på en era av hög andel lokalproducerade program, det vill säga program som inte kom från Hollywood eller New York. Värd för programmet var Bill Jackson, som dessförinnan hade gjort sig känd som värd för de Chicago-baserade barnprogrammen The BJ och Dirty Dragon Show. Flera figurer från Dirty Dragon fanns också med i Gigglesnort Hotel, såsom "Dirty Dragon", "the Old Professor", "Weird" och "Old Mother Plumtree". Programmet belönades bland annat med två Emmy Awards. 

## Utmärkelser
- Chicago Emmy Awards 1977/78 för "Outstanding achievements for children's programming"[3]